# Babila di Antiochia
Babila (Antiochia, 200 circa – Antiochia, 250 circa) fu vescovo di Antiochia da 237 alla morte ed è venerato come santo dalle Chiese di occidente (che ne celebrano la memoria il 24 gennaio) e di oriente (4 settembre).

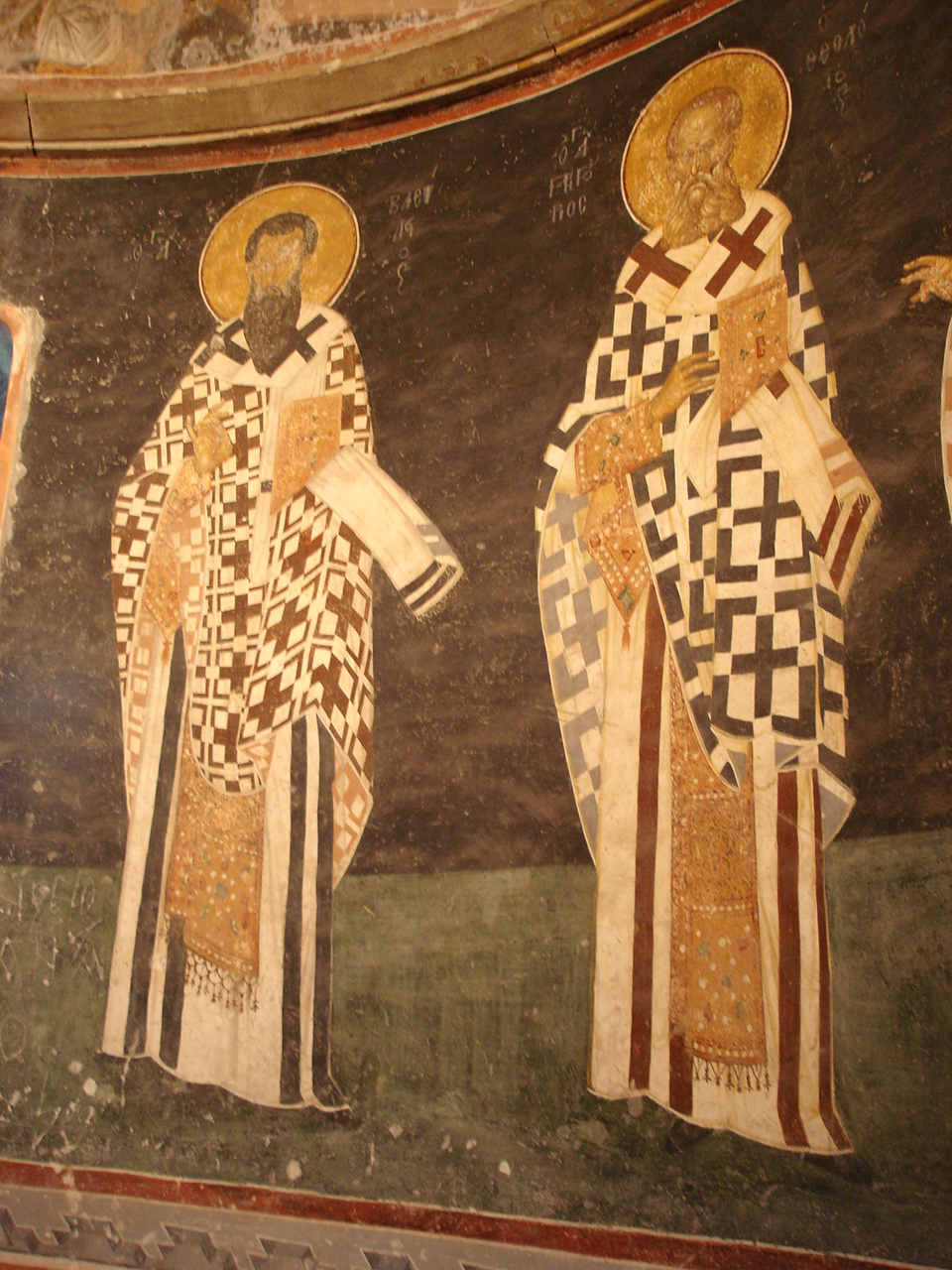
Affresco con i santi Babila (a sinistra) e Gregorio (a destra) (Museo-chiesa di San Salvatore a Cori)

Assieme a lui sono ricordati i suoi fedeli discepoli Urbano, Prilidano ed Epolono con i quali fu arrestato durante le persecuzioni dell'imperatore romano Decio.

## Agiografia
Succedette al vescovo Zebino sotto l'impero di Gordiano III (238 - 244), divenendo il dodicesimo patriarca di Antiochia (il più famoso dopo Ignazio).
Secondo una pia leggenda riportata da Giovanni Crisostomo (morto nel 407), avrebbe condannato pubblicamente l'imperatore Filippo l'Arabo (244-249) per aver fatto uccidere il suo predecessore Gordiano e, durante le celebrazioni della vigilia della Pasqua, lo invitò a prendere posto in chiesa tra i penitenti, presso le porte (si noti tuttavia che nessuna fonte contemporanea a Filippo l'Arabo afferma che egli sia stato cristiano, e che l'episodio è solo una duplicazione dello scontro effettivamente avvenuto in questi termini fra sant'Ambrogio da Milano e Teodosio I nel 390).
Secondo la tradizione Babila fu arrestato durante le persecuzioni bandite dall'imperatore Decio (249-251) e rinchiuso in carcere insieme ai suoi tre più fedeli discepoli: Urbano, Prilidano ed Epolono. Babila morì in carcere in attesa dell'esecuzione della sentenza di morte, mentre i tre scolari vennero decapitati.
Lo storico bizantino Giovanni Malalas racconta come l'imperatore Numeriano, passando per Antiochia durante la marcia verso la frontiera persiana, volle entrare in una chiesa per assistere ai riti dei cristiani, ma fu fermato sulla porta da Babila, che gli proibì l'ingresso in quanto ancora sporco del sangue dei sacrifici agli dèi; Numeriano, allora, fece mettere a morte Babila (in seguito Malalas afferma che Numeriano sarebbe stato sconfitto e scuoiato vivo dai Persiani).

## Culto

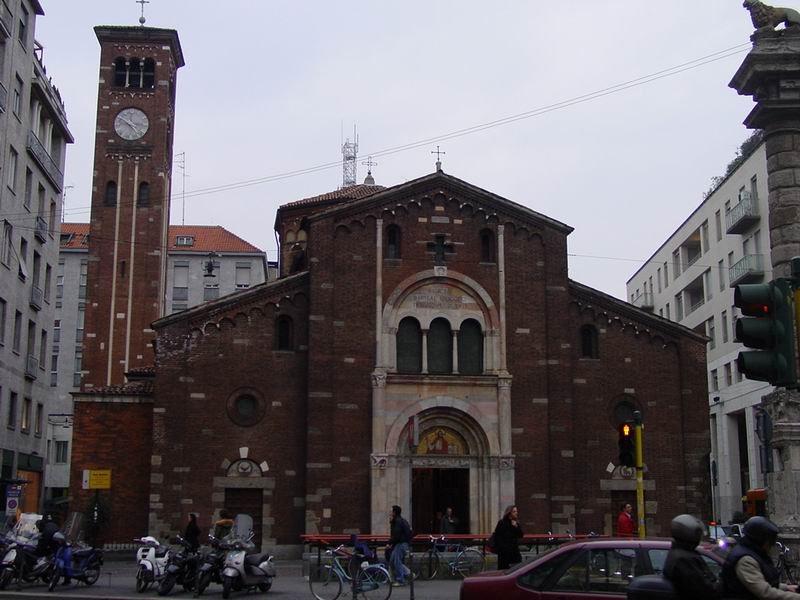
La chiesa di San Babila a Milano.

In onore di Babila, il caesar Costanzo Gallo fece costruire una basilica nel sobborgo di Dafne, presso Antiochia, dove già si celebravano feste in onore di Apollo. Allo scopo di stroncare il culto del dio pagano, vi fece traslare il corpo del santo per creare un luogo di pellegrinaggio alternativo e concorrente.
Il tentativo ebbe successo, al punto che quando l'imperatore Giuliano visitò l'oracolo di Apollo Dafnio, trovò il santuario pagano semideserto e in abbandono; fedele al suo progetto di rivitalizzare i culti pagani diede allora ordine che le reliquie fossero rimosse e riportate ad Antiochia.
Un fantasioso passo degli "Annales cremonenses" di Ludovico Cavitelli (1588) asserisce, in modo del tutto inesatto, che i resti attribuiti a Babila sarebbero stati trafugati da Costantinopoli nel 1108 per ordine di Matilde di Canossa e portati in Occidente, a Cremona, dove è in realtà custodito il corpo di un omonimo prelato locale, giustiziato nel 294 d.C. durante la persecuzione di Diocleziano.